# 김두철
김두철(金斗哲, 1948년 8월 8일~)은 대한민국의 이론물리학자이다. 서울대학교 명예교수 및 한국과학기술한림원 석좌교수와 이사장, 고등과학원 원장 , 기초과학연구원 원장직 등을 역임했으며, 아시아 태평양 이론물리센터 상임이사와 한국물리학회 이사직을 지냈다.

## 수상
- 2011년: 수당상[2][3][4][5]
- 2011년: 3.1 문화상[6][7]
- 2009년: 제58회 서울특별시 문화상[8][9]